# Luisa de Anhalt-Bernburg
Guillermina Luisa de Anhalt-Bernburg (en alemán, Wilhelmine Luise von Anhalt-Bernburg; Ballenstedt, 30 de octubre de 1799-Eller, 9 de diciembre de 1882) fue una princesa alemana. 

## Matrimonio y descendencia
Como hija del duque Alexis Federico Cristián de Anhalt-Bernburg y de su esposa, María Federica de Hesse-Kassel, fue princesa de Anhalt-Bernburg y miembro de la Casa de Ascania. Por su matrimonio del 21 de noviembre de 1817 con el príncipe Federico de Prusia era una princesa de Prusia.
De su matrimonio con Federico de Prusia nacieron dos hijos, ninguno de los cuales tuvo descendencia. Estos fueron:
- Alejandro (Berlín, 21 de junio de 1820-ibidem, 4 de enero de 1896), oficial de la armada.
- Jorge (Düsseldorf, 12 de febrero de 1826-Berlín, 2 de mayo de 1902), oficial de la armada, poeta y dramaturgo.

- Datos: Q520954
- Multimedia: Louise of Anhalt-Bernburg / Q520954